# Provinces de l'Éthiopie
Les provinces éthiopiennes désignent les 14 provinces qui constituaient l'Éthiopie de 1942 à 1995[Quoi ?] (l'Érythrée n'y est plus incluse à partir de 1993). Ces provinces étaient divisées en awrajas. Deux provinces n'existaient pas en 1942 : l'Érythrée, qui était alors une colonie italienne et qui deviendra une province éthiopienne en 1961 et le Balé, qui auparavant était intégré au Hararghe et qui en 1960 deviendra une province. À la suite de la réforme instaurée par la Constitution de 1994, le pays sera divisé en neuf États fédéraux et deux villes-régions.
Voici la liste des 14 provinces :
| - Arsi - Balé - Begemder - Gamu-Gofa - Godjam | - Hararghe - Illubabor - Kaffa - Shoa - Sidamo | - Tigray - Welega - Wello - Érythrée (jusqu'en 1993) |

Provinces de l’Éthiopie en 1935.

Provinces de l’Éthiopie en 1992.

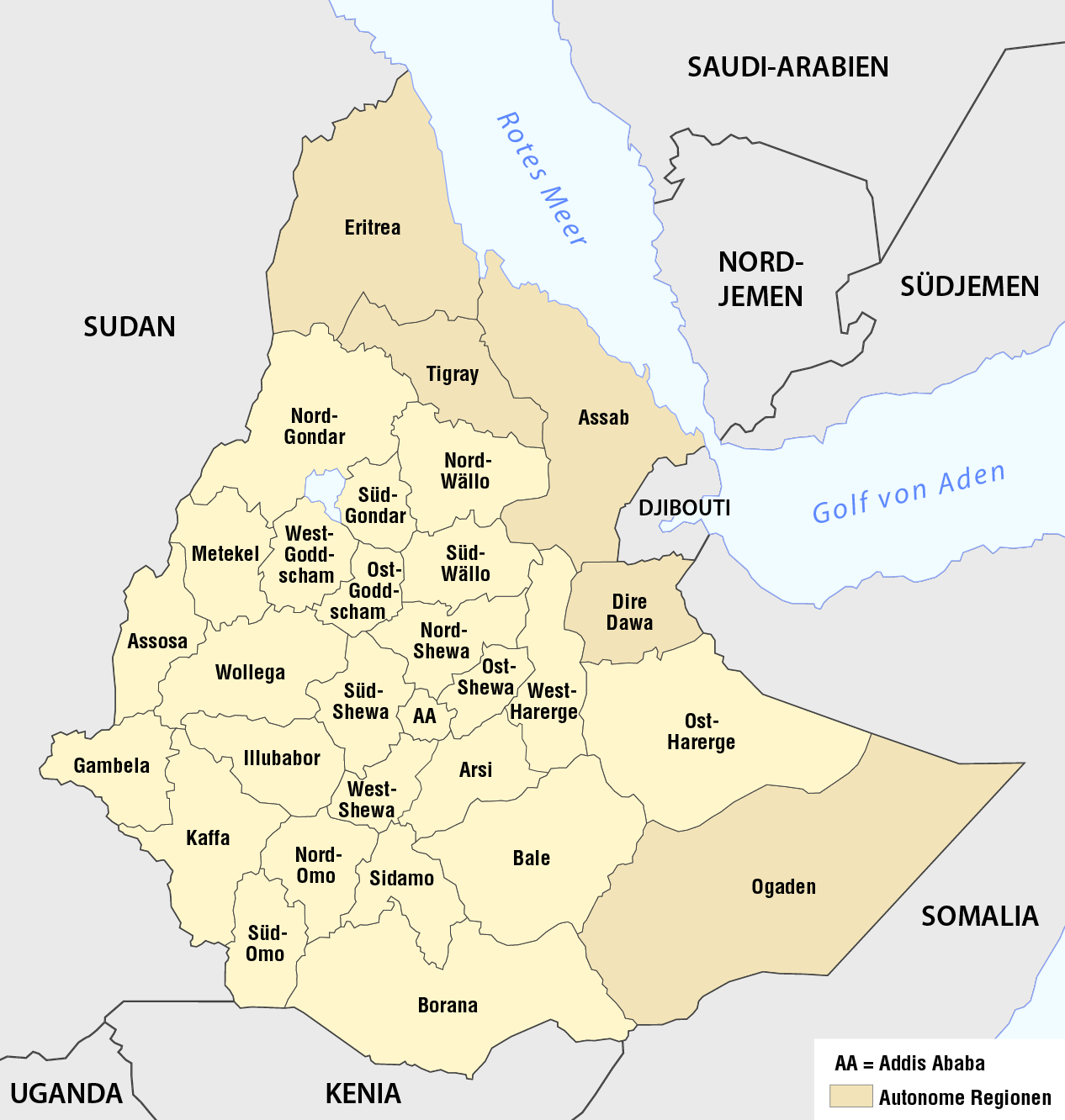
Carte des 30 régions d'Éthiopie entre 1987 et 1991.

Avant la seconde guerre mondiale, on trouvait également d'autres provinces, comme :
| - Agame - Agawmeder - Amhara - Daouaro - Dambya - Fatajar | - Hadiya - Ifat - Lasta - Menz - Qwara - Semien | - Tembien - Tselemt - Tsegede - Wag - Wegera |